# Римачівська сільська рада
Римачівська сільська рада — колишня адміністративно-територіальна одиниця та орган місцевого самоврядування в Любомльському районі Волинської області (Україна) з адміністративним центром у селі Римачі.
Припинила існування 19 травня 2017 року через включення до складу Вишнівської сільської громади Волинської області. Натомість утворено Римачівський старостинський округ при Вишнівській сільській громаді.

## Населені пункти
Сільській раді підпорядковувались населені пункти:
- с. Римачі
- с. Бережці

Загальний склад ради 14 депутатів. Голова сільради — Зосимчук Богдан Володимирович (станом на 04.04.2016 р.)., 1985 року народження, член Всеукраїнського об'єднання «Свобода» .
На території сільської ради розташовано відділення Волинської митниці ДФС, залізничний вокзал ст. Ягодин, перестановка залізничних вагонів. Поблизу автошлях міжнародного значення Варшава-Київ

## Населення
За переписом населення України 2001 року в сільській раді мешкали 1623 особи.

### Мова
Розподіл населення за рідною мовою за даними перепису 2001 року:
| Мова       | Відсоток |
| ---------- | -------- |
| українська | 99,04 %  |
| російська  | 0,66 %   |
| білоруська | 0,12 %   |
| гагаузька  | 0,06 %   |
| молдовська | 0,06 %   |